# پیرساعت، حاجی‌قبول
پیرساعت، حاجی‌قبول (به ترکی آذربایجانی: Pirsaat) یک منطقهٔ مسکونی در جمهوری آذربایجان است که در شهرستان حاجی‌قبول واقع شده‌است.